# 2-ге Лохинське селище
2-е Лохинське селище (рос. 2-й Лохинский посёлок) — селище у Одинцовському районі Московської області Російської Федерації

## Розташування
2-е Лохинське селище входить до складу міського поселення Одинцово, воно розташовано на схід від Одинцова.

## Населення
Станом на 2010 рік у селищі проживало 19 людей.